# Fluorescentie-in-situhybridisatie
Fluorescentie-in-situhybridisatie (afgekort FISH) is een techniek waarbij chromosoom(delen) aangekleurd worden en vervolgens onder de fluorescentiemicroscoop bestudeerd kunnen worden. Deze techniek wordt in de cytogenetica gebruikt om ziektes op te sporen die het gevolg zijn van een afwijking van de chromosomen, zoals een translocatie of een trisomie. 

## Principe

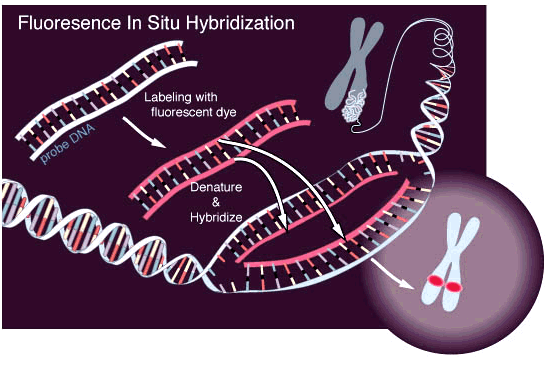
Algemene techniek van FISH: fluorescent gelabelde probe zal binden op enkelstrengig complementair doelwit-DNA

Het principe van FISH is dat een fluorescerend gemaakt stukje complementair RNA (probe) bindt aan een (deel van een) chromosoom waarmee deze probe grote gelijkenis vertoont. De probe bestaat uit een stuk enkelstrengs RNA, waaraan fluorochromen gehecht zijn. Het enkelstrengs RNA is zo ontworpen, dat het complementair is aan het stuk DNA waarin men geïnteresseerd is. Men kan de probe zo ontwerpen, dat deze alleen hecht aan (één deel van) één gen, maar men kan een probe ook iets minder specifiek ontwerpen, waardoor deze hecht aan grotere delen van een chromosoom. Er zijn verschillende fluorescerende eiwitten, die elk met een eigen kleur oplichten onder de fluorescentiemicroscoop.

## Procedure
De probe wordt volgens de gewenste specificaties ontworpen en gefabriceerd. Vervolgens wordt een chromosoompreparaat gemaakt: cellen van de patiënt worden in de metafase van de celdeling gebracht, waardoor de chromosomen condenseren en goed zichtbaar worden. In deze fase worden de cellen met hun chromosomen vervolgens gefixeerd op een glasplaatje. De fluorescerende probes worden hieraan vervolgens toegevoegd en men laat deze hybridiseren (hechten) aan het DNA in de chromosomen. De probes die zich niet gehecht hebben, worden vervolgens weggewassen, waarna het glasplaatje onder de fluorescentiemicroscoop onderzocht kan worden.

## Toepassingen
FISH wordt vooral gebruikt voor prenatale diagnostiek (van bijvoorbeeld trisomie 21 - het syndroom van Down), en onderzoek op bepaalde typen kankercellen, zoals de Philadelphia translocatie (t9:22) bij chronische myeloïde leukemie (CML).

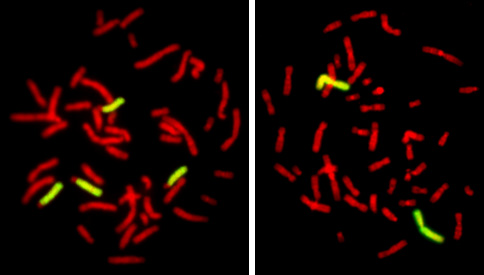
Een groengeel fluorescerende probe voor het menselijke chromosoom 2 werd gehybridiseerd met chimpanseecellen (links) en menselijke cellen (rechts).

### Whole-chromosome painting
De probe wordt bij deze techniek zo ontworpen, dat deze hecht aan zeer grote delen van één specifiek chromosoom. Ook kunnen er enige verschillende probes gebruikt worden met verschillende kleuren, zodat men twee of drie verschillende chromosomen zichtbaar kan maken. Deze techniek kan men gebruiken om een afwijkend aantal van een specifiek chromosoom vast te stellen, of om translocaties (uitwisselingen van stukken chromosoom) tussen twee chromosomen aan te tonen (hierbij moet men dan wel van tevoren weten, om welke chromosomen het gaat, zodat de juiste probes gebruikt kunnen worden). 
Voor trisomie 21 kan men bijvoorbeeld een FISH-probe gebruiken die specifiek aan chromosoom 21 hecht, waarbij men dan drie kopieën van dit chromosoom zal zien aankleuren per cel. Bij translocaties zullen de twee verschillende kleuren die men voor de twee verschillende chromosomen gebruikt heeft, samen op één chromosoom voorkomen en soms zelfs "door elkaar lopen".

### M-FISH

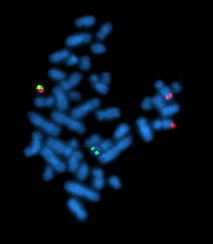
Een cel in metafase die positief is voor de bcr/abl translocatie. Het chromosoom dat zowel groene als rode puntjes bevat (links midden) is het afwijkende chromosoom met de translocatie.

Bij deze techniek gebruikt men 24 verschillende probes met 24 (enigszins) verschillende kleuren, die elk specifiek zijn voor één chromosoom (1 t/m 22, X en Y afzonderlijk). Hierdoor kan men snel zien, of het juiste aantal chromosomen aanwezig is, welk chromosoom eventueel dubbel aanwezig is of ontbreekt, en of er eventueel chromosomale afwijkingen aanwezig zijn. Omdat de kleuren toch veel op elkaar lijken, wordt voor de analyse van M-FISH vaak een computer gebruikt die de kleurverschillen veel duidelijker kan waarnemen en kwantificeren dan zelfs de best getrainde menselijke ogen.

### Centromeerspecifiek
Deze probes hechten aan de centromeer van één specifiek chromosoom. Hiermee kunnen afwijkingen aan de centromeren onderzocht worden. 

### Locusspecifiek
Deze probes zijn zo ontworpen, dat ze specifiek aan één (kleine) regio van één chromosoom hechten. Deze techniek kan gebruikt worden, wanneer men geïnteresseerd is in deleties, duplicaties of translocaties van een specifieke chromosoomregio, bijvoorbeeld wanneer een patiënt ziekteverschijnselen vertoond die vaak gepaard gaan met een deletie of duplicatie van een bepaald gen of een bepaalde chromosoomregio. De Philadelphiatranslocatie (t9:22) bij chronische myeloïde leukemie (CML) kan bijvoorbeeld aangetoond worden met probes voor specifieke regio's van chromosoom 9 en chromosoom 22.

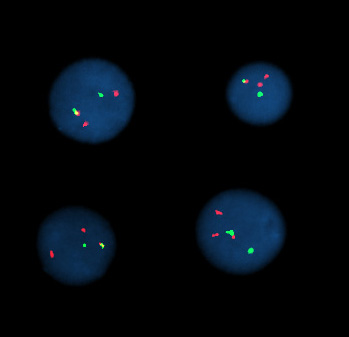
Cellen in de interfase die positief zijn voor de t(9;22) translocatie

### Interfase FISH
Wanneer men geen levende cellen heeft, die gekweekt kunnen worden en tot celdeling gestimuleerd kunnen worden, kan men geen FISH uitvoeren op cellen in de metafase. De interfase FISH kan dan een oplossing zijn. Hierbij worden dezelfde fluorescerende probes gebruikt, die gehybridiseerd worden met het DNA in de celkernen van niet-delende en misschien wel dode cellen. Ook nu zullen de probes hechten aan specifieke gebieden, die dan oplichten als stipjes in de celkern. 

### FISH indierenofbacteriën
FISH kan ook worden gebruikt om met behulp van chromosoompainting een vergelijking of onderscheid te maken tussen twee (dier)soorten. De probes worden dan zo ontworpen, dat ze specifiek zijn voor de chromosomen van de ene of van de andere diersoort. 
Ook het DNA van bacteriën kan met behulp van FISH oplichten, waarbij men ook weer verschillend gekleurde probes kan maken voor verschillende bacteriën. Hierdoor kan men snel zien, welke soort bacterie waar en hoeveel voorkomt in biofilms.
Deze techniek is ook in de medische wetenschap bruikbaar: wanneer een patiënt een infectie heeft met een onbekende bacterie die zich moeilijk laat kweken, kan men FISH gebruiken om zeer kleine hoeveelheden van deze bacterie toch juist te identificeren.